# Lago (Valdoviño)
Lago (llamada oficialmente Santiago de Lago) es una parroquia española del municipio de Valdoviño, en la provincia de La Coruña, Galicia.

## Entidades de población
Entidades de población que forman parte de la parroquia:
- A Pena
- A Torre
- Barreiro[4] (O Barreiro)
- Bouza da Cabra (A Bouza da Cabra)
- Broño
- Castido
- Castro[5] (O Castro)
- Fraguizón
- Lanzós
- Lóngara[6] (A Lóngara)
- Molino[7] (O Muíño)
- Mosende de Abajo[8] (Mosende de Abaixo). En el INE aparece como Mosende de Baixo.
- Mosende de Arriba.[9] En el INE aparece como Mosende de Riba.
- O Canteiro
- O Penido
- Outeiro (O Outeiro)
- O Vilar (O Vilar de Lago)
- Pazos
- Poi
- San Andrés (Santo André)
- Soutullo
- Viansil

## Demografía
| Gráfica de evolución demográfica de Lago entre 2000 y 2019 |
|                                                            |
| Datos según el nomenclátor publicado por el INE.           |